# Болотешть
Болотешть, Болотешті (рум. Bolotești) — село у повіті Вранча в Румунії. Адміністративний центр комуни Болотешть.
Село розташоване на відстані 173 км на північний схід від Бухареста, 17 км на північний захід від Фокшан, 87 км на північний захід від Галаца, 115 км на схід від Брашова.

## Населення
За даними перепису населення 2002 року у селі проживали 748 осіб, усі — румуни. Усі жителі села рідною мовою назвали румунську.